# Opération Zenica – Zavidovići
Seconde Guerre mondiale
Opérations anti-partisans en Croatie
Batailles
- Invasion de l'Albanie
- Guerre italo-grecque
- Invasion de la Yougoslavie
- Opération Châtiment
- Bataille de Grèce
- Opération Abstention
- Bataille de Crète
- Campagne de la mer Noire

L'opération Zenica–Zavidovići est une opération anti-partisans en Croatie qui eut lieu du 3 au 22 juin 1942

## But de l'opération
La destruction des partisans occupants les zones à l'Est de Zenica et au Sud de Zavidovići.
| \| Zenica Zavidovići \| |
| Zenica Zavidovići       |

## Forces en présence
Forces de l'Axe
 Reich allemand
- 718e division d'infanterie

 État indépendant de Croatie
- 5e régiment d'infanterie (1 bataillon)
- 7e régiment d'infanterie (1 bataillon)
- 8e régiment d'infanterie (2 bataillons)
- 15e régiment d'infanterie (1 bataillon)
- 9e groupe d'artillerie
- Troupes des frontières (2 bataillons)

 Tchetniks de Draza Mihailovic
- Quelques éléments auxiliaires

 Miliciens musulmans Hadžiefendić (hr)
- Quelques éléments

Résistance
 Partisans

- Détachement de volontaires de Birčanski (NOP)
- Bataillon d'assaut de la Bosnie-Est

## L'opération
La plupart des combats ont eu lieu autour Vlasenica situé à 83 km à l'Est de Zenica.

## Bilan
Les partisans purent se retirer au Sud-Ouest, évitant d'être pris au piège et anéanti. Pour les forces de l'Axe, l'opération est infructueuse.